# Me resfrié en Brasil
«Me resfrié en Brasil» es una canción de la banda peruana de rock Arena Hash, lanzado en un disco 45 RPM como tercer sencillo del álbum del mismo nombre, publicado en 1988.[cita requerida]

## Letra
La letra habla sobre una pícara historia de amor, contada desde Brasil, por un tipo que conoció a una linda morena con una “dulce manera de calmar las penas”, pues la pasión entre los dos fue tanta que la fiebre les duró durante cinco meses, luego de amarse bajo la lluvia.

## Créditos
- Pedro Suárez-Vértiz: Voz y guitarra
- Christian Meier: Teclados y coros
- Patricio Suárez-Vértiz: Bajo y coros
- Arturo Pomar Jr.: Batería , percusión y coros
- Eduardo Chávez: Coros
- German Gonzáles: Percusión

## Versiones
- Se incluye en la reedición del primer álbum de la banda, Del archivo de… Arena Hash, publicado en 1995, una nueva versión simulada en vivo del tema.